# 约翰·柯西·亚当斯
约翰·柯西·亚当斯（英語：John Couch Adams；1819年6月5日—1892年1月21日）是英国数学家与天文学家。生于康瓦爾郡朗塞斯通镇附近的兰纳斯特村，逝于剑桥。
亚当斯最为知名的成就便是只通过数学计算的方式预测了海王星的存在与位置。1844年，亚当斯仔细研究了当时的观测资料，计算了天王星轨道被一颗尚未发现的行星影响的可能性，并推算出了未知行星可能的位置。1845年10月和次年9月，他分别向英国的剑桥天文台和格林尼治天文台共6次提交了他的计算结果，但并未引起重视。1846年9月，法国天文学家勒威耶向柏林天文台提交了他的独立计算结果，9月23日，德国天文学家伽勒等人在其预言的位置约1度左右，在摩羯座方向找到了一颗8等星，即海王星。消息传出后，轰动了全世界，也引发了英法两国对于行星发现者的争议。
在1998年，史學家重新檢視天文學家艾根（Olin Eggen）遺產中的海王星文件（來自格林威治天文臺的歷史文件，被艾根竊取近卅年，在他逝世之後才得重見天日），有些學者認為文件被偷疾礙科學發展。
此外，亚当斯还研究过月球的轨道，并准确预言了狮子座流星雨在1866年11月的大爆发。亚当斯曾于1851年到1853年、1874年到1876年期间两次当选英國皇家天文學會主席，1861年担任剑桥大学天文台台长。1866年亚当斯获得英国皇家天文学会金质奖章。为纪念他，海王星的一条光环以及第小行星1996都以他的姓氏命名。剑桥大学设立了亚当斯奖，用于表彰在数学领域做出突出贡献的英国数学家。

## 早年

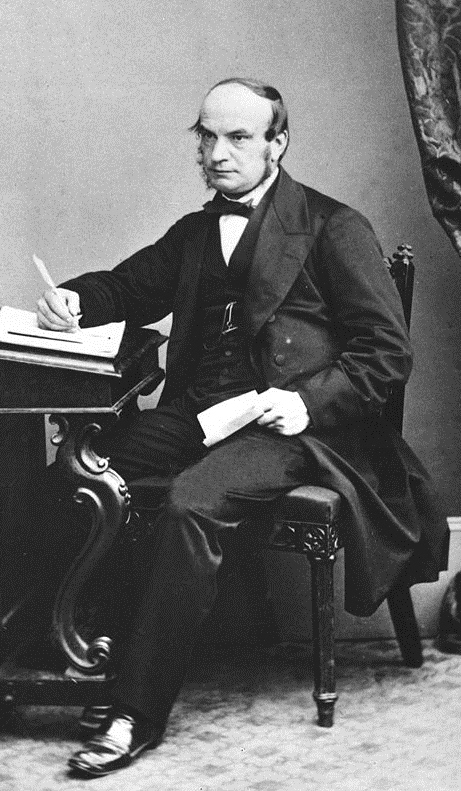
约翰·柯西·亚当斯

约翰·柯西·亚当斯生于英国康沃尔郡朗塞斯通附近的村庄兰纳斯特，是家中七子的老大。他的父亲是贫穷的佃农托马斯·亚当斯（1788－1859年），而他的母亲是特比莎·尼尔·格里尔斯（1796－1866年）。他们全家都是虔诚的循道会信徒。七兄弟中，托马斯成为传教士，乔治子承父业做了农民，而威廉·格里尔斯·亚当斯则当上了伦敦国王学院的自然哲学与天文学教授。亚当斯的母亲特比莎是农民的女儿，但她从叔叔约翰·柯西（与她的儿子同名）处接受了基础教育，并继承了他的一间小图书馆。亚当斯从小就泡在这些天文学书籍中，并因此对天文学产生了浓厚的兴趣。
亚当斯幼年时曾进入兰纳斯特村校，在那里他学习了一些古希腊语与代数学知识。十二岁起，他去了他母亲的表兄约翰·柯西·格里尔斯（与她的叔叔与儿子同名）在德文港运营的一家私立学校。他在这家学校学习了一些古典学知识，但数学知识多为自学，他也经常借用德文港技术学院的图书馆阅读李氏百科全书与塞缪尔·文斯的著作。1835年，他在康沃尔郡的兰道夫镇观测到了哈雷彗星，并于次年开始了他自己的天文学计算、预测与观察。为了给事业筹措资金，他还有做家教。
1836年，亚当斯的母亲继承了一套位于康沃尔郡的百合里的房产。在他作为数学家的承诺下，他的父母将他送到了剑桥大学。1839年十月，他以公费生的身份进入剑桥大学圣约翰学院，并在1843年以极优异的成绩毕业。

## 发现海王星

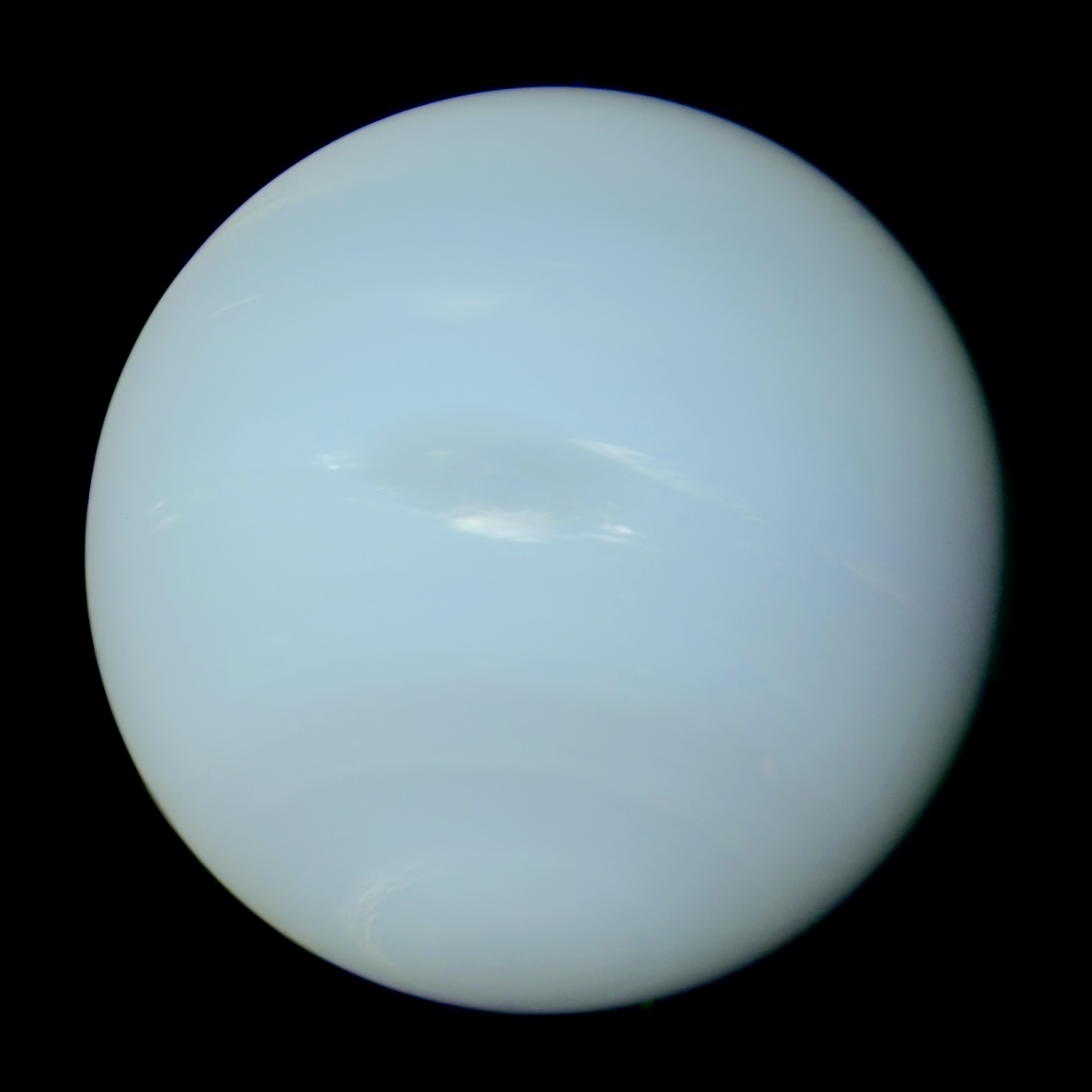
海王星

1821年，天文学家阿列西·布瓦尔发布了一系列他对天王星轨道的观测数据表，并基于牛顿运动定律与万有引力定律对天王星的未来位置做出了预测。然而，随后的观测结果与他的预测发生了巨大的偏差，这使布瓦尔认为在天王星周围存在其他天体造成引力摄动。亚当斯还在大学时就了解到了布瓦尔的发现，并对摄动理论深信不疑。他坚信，利用观测到的天王星数据以及牛顿的万有引力定律，终能推导出那颗神秘天体的质量、位置与轨道。1841年7月3日，他指出他打算研究这一问题。
1843年期末考试结束后，亚当斯被选为院士，他在康沃尔郡花费暑假的时间计算六次迭代的第一次。当他回到剑桥继续研究时，他给在校大学生做家教，将薪水寄回家里供自己的兄弟上学，他甚至还教了他的床匠认字。
1845年9月中旬时，亚当斯和时任剑桥天文台主任詹姆斯·查理士就他的研究做过一些交流，但他们交流的具体内容尚有争议。1845年10月21日，亚当斯放完假从康沃尔郡回来后，曾两次唐突拜访格林尼治天文台的皇家天文学家乔治·比德尔·艾里。据说在两次都扑空后，亚当斯在乔治·艾里的家中留了一些解题的手稿，但这些手稿依旧没有详细的计算过程。后者之后曾给亚当斯回信，要他为他留下的手稿内容做出说明。尽管亚当斯似乎不是不重视他自己的研究成果，但他还是没有给艾里回信。对此有数种说法，包括焦虑与拖延等。
同一时期的1845年10月，于尔班·勒威耶向法国科学院提交了一份关于天王星的研究报告，表明先前的理论无法解释其运动问题。在读完勒威耶的研究报告后，既视感贯穿其思绪有如雷击，艾里立志要抢在法国人前面为英国发现这颗新天体。艾里对这颗新天体的搜寻从次年7月29日展开，他在8月8日和12日曾两度直接观测到海王星；但由于彼时他手头没有最新的星图，他没能意识到那是一颗行星，终与成功失之交臂，把桂冠拱手让给了法国人。1846年9月23日，巴黎科学家宣布他们发现海王星。
英法两国爆发了激烈的争论，他们都认为自家的天文学家才是最大的功臣。而后来受到人们普遍认可的结论是，勒威耶和亚当斯同享这份荣誉，他们各自独立地解开了天王星异动问题，对海王星的发现做出了同等重要的贡献。然而，彼时仍有“英国佬偷走了海王星”这种声音出现，那时的英国人们也仍旧把过多的功劳放在亚当斯头上。值得一提的是，亚当斯在1846年11月曾以《论天王星的摄动》为题致信皇家天文学会，信中他公开就勒威耶的功绩向其致谢，并承认后者才是最先发现海王星的科学家。
我提及这些日期只是想说明，我得出答案先于勒威耶先生发表研究成果，我在无所鉴的情况下独立完成了研究。但我无意与勒威耶先生争夺发现海王星的荣耀。毫无疑问，是勒威耶先生的研究报告最先公布于世界，并引导伽勒博士最终发现海王星，他的功绩不容一丝贬损。
亚当斯也没有对查理斯和艾里有所抱怨，并承认是他没能说服天文界相信他的研究成果。
资深天文学家们身兼重担而工作繁忙，我不应期待他们能对我的研究成果像我自己一样充满信心。

## 工作风格
亚当斯在圣约翰学院的兼职院士生涯于1852年迎来终结，而彼时的法规不允许他再次被选上。不过，彭布罗克学院在这方面拥有很大的自由，他们在来年聘请了亚当斯，他在这里度过了一段远离劳累的生活。尽管他因研究海王星而声名远扬，他还是从事了许多与天体引力和地磁场有关的重要工作。他精熟于计算，经常对他前任院士的贡献做出修正。但同时他也“极度缺乏竞争力，不乐于为了激励辩论或争第一而发表不完美的成果，拒绝与他人交流，并且在现实工作中表现得健忘”。有观点认为，亚当斯是亚斯伯格症候群患者。除了他与查理斯和艾里的交流障碍外，“重复的行为”与“有限的兴趣”同样是亚斯伯格症候群的典型症状，而这两种特点却也在很大程度上帮助亚当斯完成了海王星问题的计算——毕竟天体物理的计算本来就是枯燥、反复，且计算量巨大的。
1852年，他发表了一张全新的月球视差表，这张表较原来的更加精准，取代了约翰·布尔克哈特多年前的研究成果。他还对马里·达穆瓦索、菲利普·杜尔塞和乔凡尼·布拉纳等科学家的理论做出了一些修正。
亚当斯曾希望他的贡献能令他当上女王陛下航海历办公室的主任，但最后另一位科学家罗素·欣德得到了这个职位，因为亚当斯缺乏组织者与管理者的必要能力。

## 月球运动论——月球恒定加速
自古以来，月球与恒星相对的平均运动速度一直被认为是恒定的；但哈雷曾在1695年提出，这个值正在慢慢变大。在之后的十八世纪，理查德·邓索恩根据月球经度的差异估算，其值约为10″（角秒每平方世纪）。这一加速度被普遍称作月球恒定加速。1787年，拉普拉斯曾根据地球轨道异动给出对此现象的解释。他的研究只考虑了太阳与地球在径向上的引力作用，却密切切合历史上的观测数据。1820年，在法国科学院的坚持下，达穆索瓦、布拉纳和弗朗西斯科·卡利尼重新审视了拉普拉斯的研究成果，计算了二次以及更高次的扰动，却还是得出了相似的结果：只有径向引力产生了作用，切线方向上的引力对结果没有造成影响。汉森在1842年和1847年亦取得了相似的结果。
1853年，亚当斯发表了一份报告，揭示在拉普拉斯的理论中，切线方向的项会在一次条件下消失，但进入二次后便会回归且至关重要。小的项会在积分后造成巨大影响，亚当斯得出结论，布拉纳高估了月球恒定加速大概1.66″每世纪。
在一开始，勒威耶并不认可他的研究成果。布拉纳则承认了亚当斯，因为他在修正他自己的分析结果时得出了相同的结果。然后勒威耶改口，发表了一份他自己的研究成果，其与亚当斯和布拉纳的均不一样。德劳内于1859年计算了四次项并得到了和亚当斯一模一样的结果，这使得亚当斯进一步公布了他对五、六、七次项的计算结果。他后来又计算得出，在观测到的11″中，引力效应只占5.7″。

许多争论围绕收敛级数与幂级数展开，而在1860年，亚当斯在未使用幂级数的情况下算出了一模一样的结果。约翰·鲁伯克爵士亦得出了相同结果，而布拉纳终认同了亚当斯的结论。他的观点最终被接受并广为发展，这为他在1866年赢得了一枚英国皇家天文学会金质奖章。而现在我们已经可以知道，这种彼时无法解释的异动是由潮汐加速引起的。
1858年，亚当斯成为圣安德鲁斯大学教授，但很快又回到了剑桥担任首席天文学与几何学教授。两年后，他接手查理斯的剑桥天文台主任之位，这把交椅后陪伴他度过余生。

## 狮子座流星雨

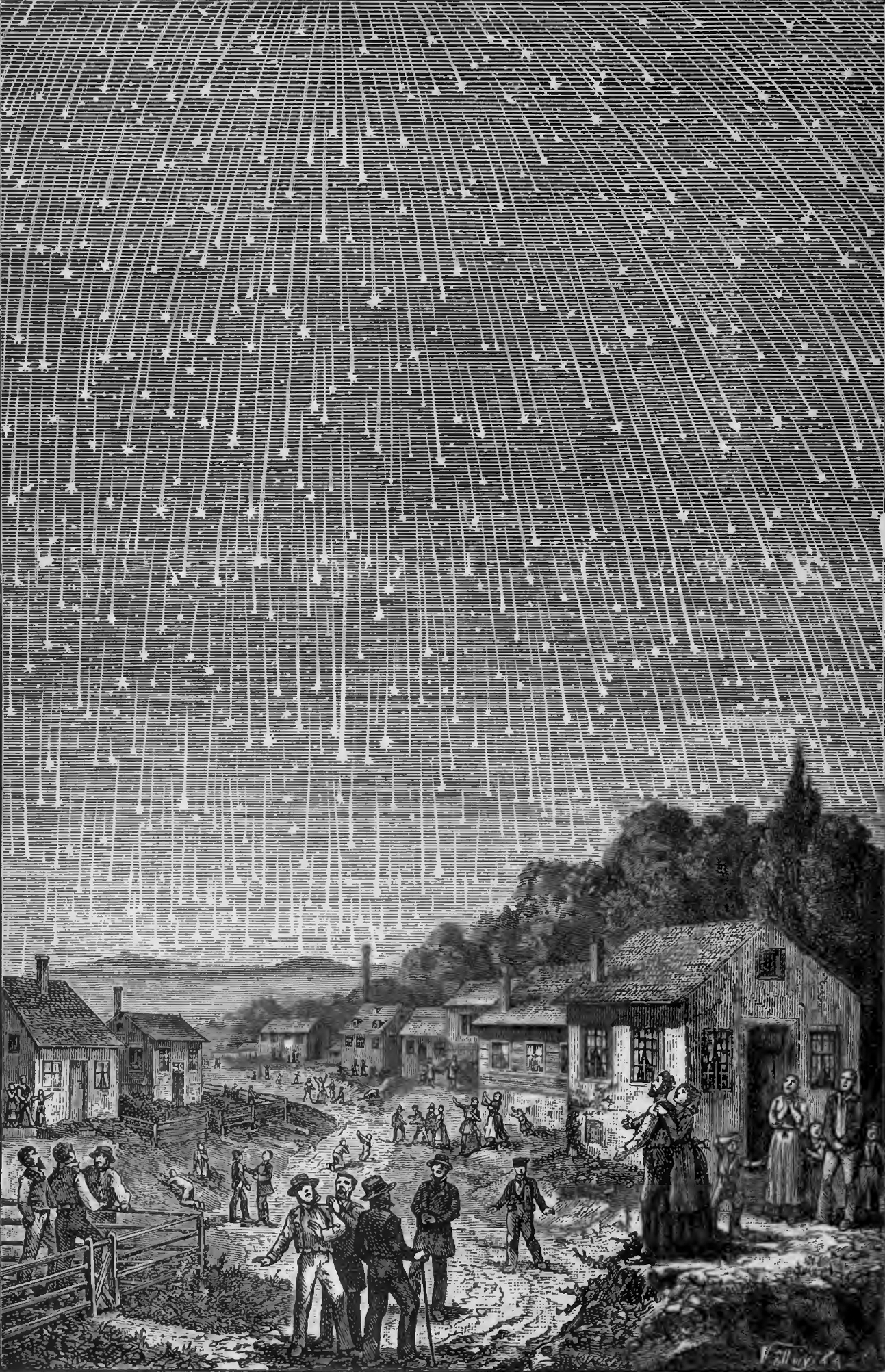
The great Leonid shower storm of 1833

1866年十一月的一场流星雨，把亚当斯的注意力引向狮子座流星雨，而休伯特·牛顿在1864年就已经讨论并预测过狮子座流星雨可能出现的位置与时间。休伯特认定，标记流星雨发生位置的升交点经度正在增加，而这吸引了一些欧洲的一流天文学者探究这一现象的原因。
在研究过一组详细而有力的分析数据过后，亚当斯得出结论，这串属于太阳系的流星群将在33.25年内横穿一个拉长的椭圆，并且必定会受到木星、土星和天王星等大质量行星的引力摄动。这些成果于1867年发表。
一些专家认为，这是亚当斯一生中最重要的成就。他预测的狮子座流星雨“确定轨道”与坦普尔-塔特尔彗星高度一致，这引导之后的科学家们发现了彗星与流星间的紧密关系。

## 生涯晚期

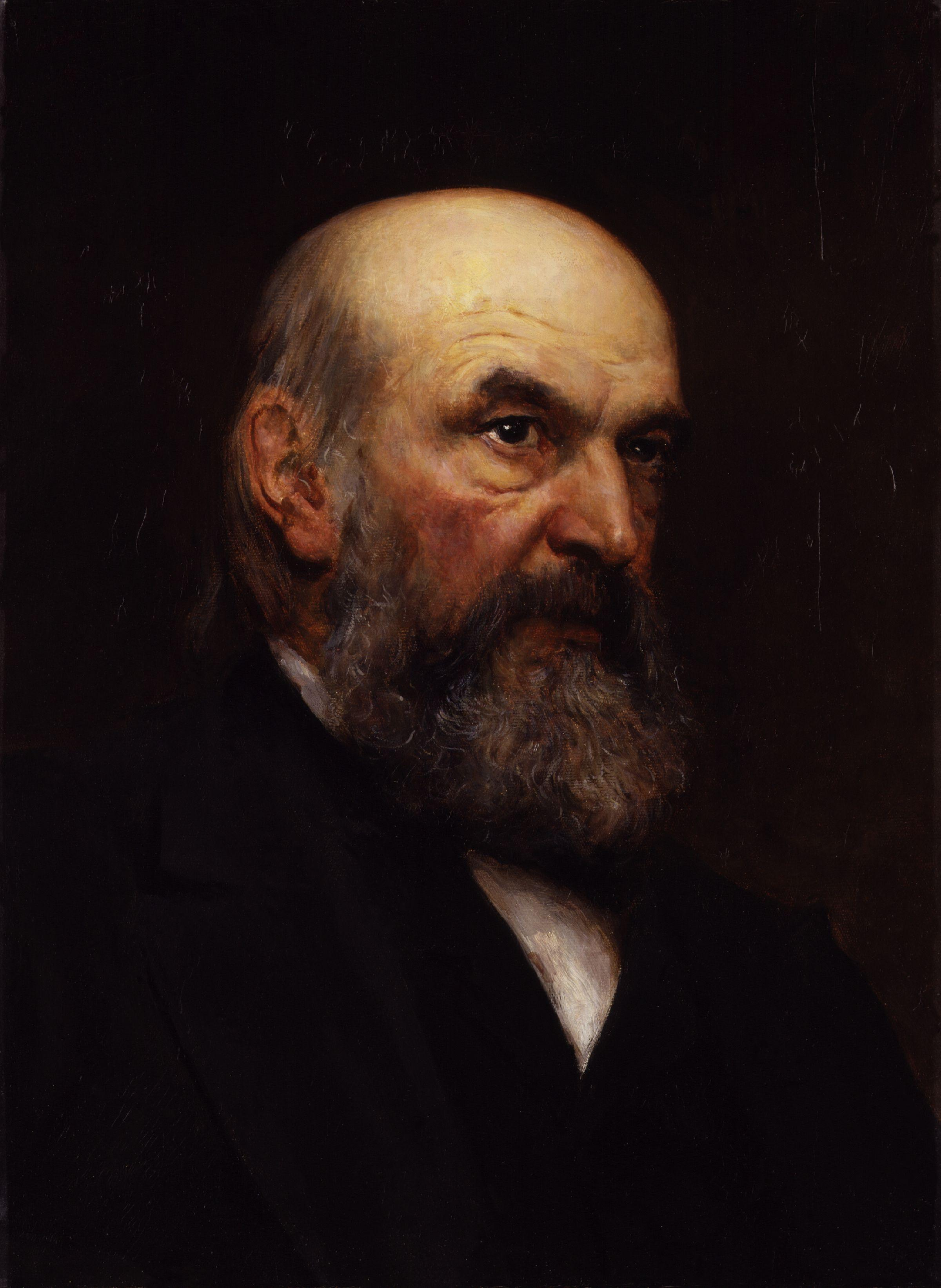
亚当斯在休伯特·凡·赫克默笔下的肖像

十年后，乔治·希尔描述了一种攻克月球运动问题的方法，其新颖又优雅。亚当斯简短地发表了他在相同领域一些未公开的研究成果，进一步证实并补充了希尔的结论。
在四十年的时间里，他一直在计算高斯的地磁场理论中的常数，这些研究同样计算量巨大，亦没有在他生前发表。他的弟弟威廉在他身后整理了他的研究成果，并夹在了他所收集的第二期科学期刊中。这种艰深的计算几乎被视作他的爱好。他计算了欧拉-马斯刻若尼常数至有效数字236位，并估算伯努利数至62次。
亚当斯崇拜牛顿至极，他的许多著作与论文都能看到牛顿的影子。1872年，第五任朴茨茅斯伯爵艾萨克·牛顿·瓦洛普，将他私人收藏的牛顿手稿捐赠给剑桥大学；1888年，亚当斯与乔治·斯托克斯整理了这些原稿并制作了目录。
1881年，英国王室想要聘请他做皇家天文学家，但他还是选择了留在剑桥继续教书与研究。1884年，他以英国代表的身份出席了国际子午线会议，同年他亦出席了蒙特利尔和费城的英国与美国协会会议。

## 荣誉
- 1847年，据传维多利亚女王此年的剑桥之行时曾有意授予亚当斯爵位，但后被婉拒而告吹。原因可能处于他的谦逊，亦或担心社会地位变化会给他的经济带来影响。[2][3]
- 1847年获颁美国文理科学院荣誉外国院士。[19]
- 1848年皇家学会授予其科普利奖章[2]
- 1848年，圣约翰学院的教员们以其名讳设立了亚当斯奖（英语：Adams_Prize），两年一度地颁给最优秀的数学论文。[2]
- 1849年，亚当斯被选为伦敦皇家学会院士与荣誉爱丁堡皇家学会会员。
- 1851年至1853年、1874年至1876年，两度担任皇家天文学会主席。[2]

## 家庭与去世
一场久病过后，亚当斯在1892年1月21日逝于剑桥，他被埋葬在他家附近的圣吉尔斯公墓，现升天教区公墓。1863年他与都柏林的艾莉莎·布鲁斯女士（1827－1919年）结婚，这位女士后与亚当斯合葬。他去世时留有财产32,434英镑，约等于2003年的260万英镑。

## 外部連結
- 维基文库中的相關文獻：John Couch Adams（英文）
- Biography on the St Andrews database （页面存档备份，存于）
- 約翰·J·奧康納; 埃德蒙·F·羅伯遜, ,  （英语）
- . . 1905.
- . . 1920.
- 在Find a Grave上的约翰·柯西·亚当斯
- Davor Krajnovic, John Couch Adams: mathematical astronomer, college friend of George Gabriel Stokes and promotor of women in astronomy （页面存档备份，存于）